# Targa (cabriolet)

Fiat X1/9 med targatak.

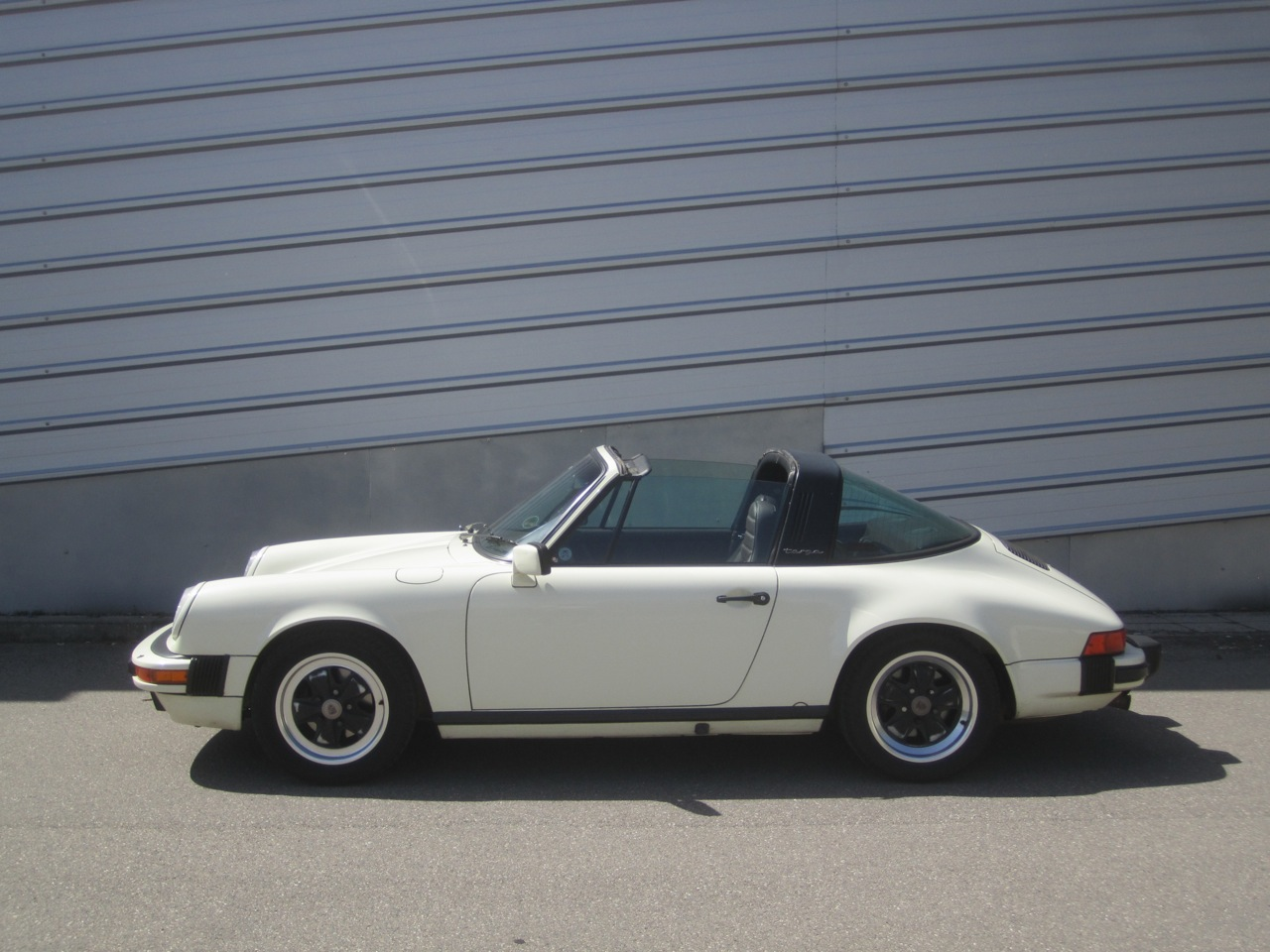
Porsche 911 Targa med avlyft taksektion.

Targa, även kallad targatak, är benämningen på en öppen bil där en taksektion är avtagbar medan sektionen runt b-stolpen är intakt och fungerar som en säkerhetsbåge i händelse av att bilen slår runt vid en trafikolycka. Namnet Targa är ett varumärke som ägs av den tyska biltillverkaren Porsche AG.
Under 1960-talet skärpte USA:s transportdepartement kraven på trafiksäkerhet. Detta fick flera biltillverkare att tro att den öppna bilen skulle förbjudas eftersom avsaknaden av ett fast tak utgjorde en uppenbar säkerhetsrisk vid en rundslagning. När Porsche avslutade tillverkningen av 356-modellen ersattes cabrioletversionen hösten 1965 med en version av 911- och 912-modellerna kallad Targa, där endast en del av taket kunde plockas av medan en kraftig säkerhetsbåge blir kvar som skydd i händelse av en olycka. Namnet Targa hämtades från den klassiska långdistanstävlingen Targa Florio där Porsche skördat stora framgångar. Flera tillverkare kopierade denna lösning under 1970- och 1980-talet och även om Porsche äger rätten till namnet har benämningen targatak använts generellt. 
Oron över att den öppna bilen skulle förbjudas visade sig vara obefogad och den helt öppna cabrioleten fick ett uppsving under det glada 1980-talet. När sedan plåtcabben blev populär runt millennieskiftet försvann de flesta targataken. Porsche har dock fortsatt att erbjuda en Targaversion av alla nya generationer av 911:an.